# Tribalus pakistanicus
Tribalus pakistanicus är en skalbaggsart som beskrevs av Miłosz A. Mazur 1987. Tribalus pakistanicus ingår i släktet Tribalus och familjen stumpbaggar. Inga underarter finns listade i Catalogue of Life.